# II Италийский легион
Легион II «Италика» (лат. Legio II Divitensium Italica VII Pia VII Fidelis) — римский легион, сформированный Марком Аврелием в 165 году. Прекратил своё существование в V веке, скорее всего с падением империи. Эмблемами легиона были Капитолийская волчица и Козерог.

## Основание
Был основан Марком Аврелием и первоначально назывался legio II Pia («Преданный»). Возможно, что легион был назван в честь императора Антонина Пия. Немного позднее упоминается как Legio II Divitensium Italica, что, скорее всего, означает место постоянного лагеря легиона, находившегося в Дивитии (совр. Дейц, Германия).
Позже, и чаще всего, упоминается как Legio II Italica.

## Боевой путь
Первым местом дислокации легиона была Паннония. При Марке Аврелии легион участвовал в кампаниях в Германии и Парфии.
Позднее был переведен в провинцию Норик, где и стоял лагерем в Лавриаке (совр. Линц) до распада империи.
Легион принимал участие в кампании в Дакии.
В 193 году легион поддержал Септимия Севера в притязаниях на престол и под его командованием совершил марш в Рим. Став императором Септимий Север наградил легион титулом Fidelis («Верный»).
Позже Септимий Север направляет легион на подавление восстаний Песценния Нигера и Клодия Альбина.
В III веке, за поддержку Галлиена легион получил титул «VII Pia VII Fidelis» («7 раз верный и 7 раз преданный»), однако такая кратность титулов упоминается в названиях легионов очень редко и, скорее, обусловлена сиюмитнутной необходимостью Галлиена в поддержке этого легиона.
Кроме Лавриака части легиона находились, также, в Лентии, Йовиаке, а отдельный отряд находился в Африке.

## Расформирование
Нет никаких записей, касающихся расформирования легиона. Скорее всего он просуществовал до падения Западной Римской империи в 476 году.

## Полезные ссылки
- Список римских легионов
- Легион на livius.org
- Р.Канья «Легион» Краткое описание истории различных легионов на портале XLegio.
- Римская Слава Античное военное искусство